# Jamy (województwo kujawsko-pomorskie)
Jamy – osada leśna w Polsce położona w województwie kujawsko-pomorskim, w powiecie grudziądzkim, w gminie Rogóźno.
W latach 1975–1998 miejscowość administracyjnie należała do województwa toruńskiego.
W miejscowości tej znajduje się "Nadleśnictwo Jamy", baza wojskowa wchodząca w skład kompleksu bazy zaopatrzeniowej Grudziądz oraz rezerwat przyrody Jamy.